# Илясагачифликчи
Илясагачифликчи (на турски: İlyasağaçiftliği) е село в околия Чан, вилает Чанаккале, Турция. Разположено на 190 – 260 метра надморска височина. Населението му през 2000 г. е 440 души, основно българи – мюсюлмани (помаци), потомци на преселници от Орехово – бивше село, близо до село Равногор в Родопите.